# Hôpital universitaire de Kuopio
L'hôpital universitaire de Kuopio (finnois : Kuopion yliopistollinen sairaala, sigle  KYS), est l'un des cinq hôpitaux universitaires de Finlande. 

## Sites
L'hôpital est composé des sites suivants:
1. Hôpital de Puijo, quartier de Puijonlaakso, Puijonlaaksontie 2, 70210 Kuopio
2. Hôpital de Julkula, quartier de Julkula, Puijonsarventie 60, 70260 Kuopio
3. Hôpital d'Alava, quartier d'Haapaniemi, Kaartokatu 9, 70620 Kuopio
4. Centre psychiatrique de Kuopio, quartier de Savilahti, Viestikatu 1–3, 70600 Kuopio
5. Polyclinique psychiatrique de Siilinjärvi, Viertotie 4, 71800 Siilinjärvi